# Acacia sarmentosa
Acacia sarmentosa é uma espécie de leguminosa do gênero Acacia, pertencente à família Fabaceae.